# Sibylle Mulot
Sibylle Mulot (früherer Name: Sibylle Mulot-Déri, * 3. Mai 1950 in Reutlingen; † 28. Dezember 2022 in Tübingen) war eine deutsche Schriftstellerin und Übersetzerin.

## Leben
Sibylle Mulot, Tochter des Literaturhistorikers und Gymnasialdirektors Arno Mulot, absolvierte nach dem Abitur ab 1968 ein Studium der Germanistik und Romanistik in Tübingen, Zürich und Toulouse. In Tübingen promovierte sie 1977 über Robert Musil. Bei  der Süddeutschen Zeitung wurde sie von 1977 bis 1979 zur Journalistin ausgebildet.
Ab 1992 war sie freie Schriftstellerin, die Romane und Erzählungen verfasste und daneben Werke aus dem Niederländischen übersetzte.
1994 nahm Mulot am Ingeborg-Bachmann-Wettbewerb in Klagenfurt teil. Sie erhielt 1995 sowohl ein Jahresstipendium des Wissenschaftsministeriums des Landes Baden-Württemberg als auch den Ersten Preis des „Salon de l’Alsatique“ (Marlenheim) für den Roman Nachbarn. Im April 2007 war sie „Writer in Residence“ am University College Dublin.

## Werke

### Als Autorin
- Der junge Musil. Seine Beziehung zu Literatur und Kunst der Jahrhundertwende. Akademischer Verlag Heinz (Stuttgarter Arbeiten zur Germanistik 40), Stuttgart 1977 (zugleich Dissertation 1977 Universität Tübingen, Fachbereich Neuphilologie).
- Richelieu oder Die Frauen. Theaterstück. Drei Masken, München 1982
- Sir Galahad. Porträt einer Verschollenen. Fischer Taschenbuch (FI 5663), Frankfurt am Main 1987, ISBN 3-596-25663-1
- Einen Mann für sich allein. Roman. Piper (sp 1508), München 1991
- Liebeserklärungen. Roman. Diogenes, Zürich 1993
- Nachbarn. Roman. Diogenes, Zürich 1995
- Baby Eurydike. Erzählung. Haymon, Innsbruck 1997
- Das Horoskop. Roman. Diogenes, Zürich 1997
- Die unschuldigen Jahre. Roman. Diogenes, Zürich 1999
- Das ganze Glück. Eine Liebesgeschichte. Mit einem Hafis-Orakel im Anhang. Diogenes, Zürich 2001
- Die Fabrikanten. Roman einer Familie. Diogenes, Zürich 2005
- Die Unwiderstehlichen. Roman. Diogenes, Zürich 2007

Einige dieser Titel wurden ins Niederländische, Spanische, Griechische und Litauische übersetzt.

### Als Co-Autorin
- Im ganzen Land schön. Die Schweiz mit der Tageskarte, hg. v. Dieter Bachmann. Limmat, Zürich 2006, ISBN 978-3-85791-499-7

### Als Herausgeberin
- Gina Kaus: Von Wien nach Hollywood. Suhrkamp, Frankfurt am Main 1990
- Großer Himmel, flaches Land. Niederländisches Lesebuch (mit Ronald Jonkers). Piper (sp 1444), München 1993

### Als (Co-)Übersetzerin
- Mensje van Keulen: Tommy Bahnhof. Thienemann, Stuttgart 1987
- Hans Dorrestijn: Kater Piël. Eichborn, Frankfurt am Main 1989
- Leon de Winter: Hoffmans Hunger. Diogenes, Zürich 1994
- Leon de Winter: SuperTex. Diogenes, Zürich 1996
- Peter van Straaten: Agnes. Szenen eines unordentlichen Lebens. Piper, München 1998
- Leon de Winter: Sokolows Universum. Diogenes, Zürich 1999
- Rascha Peper: Das Mädchen, das vom Himmel fiel. Rowohlt, Reinbek bei Hamburg 2001
- Frits B. Hotz: Die Chaussee. Roman in Erzählungen. Arche, Zürich 2003